# Meimoa
Meimoa ist eine Gemeinde (Freguesia) im portugiesischen Kreis Penamacor. In ihr leben 307 Einwohner (Stand 19. April 2021).